# 漢口邦人巡査射殺事件
漢口邦人巡査射殺事件（かん／はんこうほうじんじゅんさしゃさつじけん）は1936年9月19日に中華民国漢口で発生した日本人領事館警察官殺害事件。漢口事件とも呼ばれる。

## 背景
事件発生時の中華民国では中国共産党による反日宣伝活動が浸透し抗日運動が盛んに行われていた。1935年1月21日には汕頭邦人巡査射殺事件、7月10日、上海邦人商人射殺事件、11月9日、中山水兵射殺事件、1936年7月、萱生事件、8月24日、成都事件、9月3日、北海事件など数々のテロ事件が続発していた。

## 事件概要

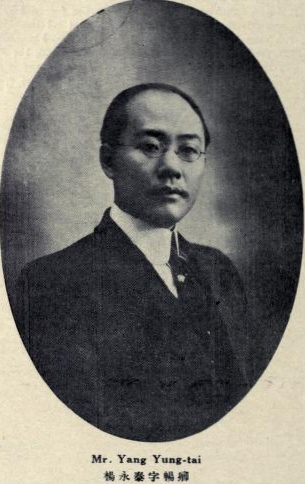
中国側には責任はないと主張した揚永泰湖北省主席

1936年9月19日午前11時半、漢口日本租界河街大正街（バンド下端租界境界線）にある日本総領事館第9号見張所に立番中の吉岡庭二郎巡査（長崎県出身）が日本租界に隣接するスタンダード・オイル社前の道路から7～9mほど入ったところの煙草屋で店主と談話していたところ、河下からやってきた37、8歳の中国人が隠し持っていた拳銃で至近距離から吉岡巡査の左頚部を狙撃したため、巡査は即死した。
事件直後に日本総領事館から揚永泰州政府主席と呉市長に対して事件の通知と犯人逮捕捜査の要請がなされた。9月22日には三浦義秋総領事と揚永泰州政府主席との間で会談が行われ、三浦総領事からは中山水兵射殺事件を始めとする一連のテロ事件が本事件の導因となったことなどから中国側の責任が指摘されたが、揚永泰は犯人捜査には協力するが事件は日本租界内で起きたことであるとして中国側の責任はないと応じた。これに対し、三浦総領事からは中国巡警が巡察している場所で事件が起きており、中国当該地の外国企業から課金していることなどから中国に責任があるとする指摘が改めてなされた。

## 事件影響と全面衝突へ

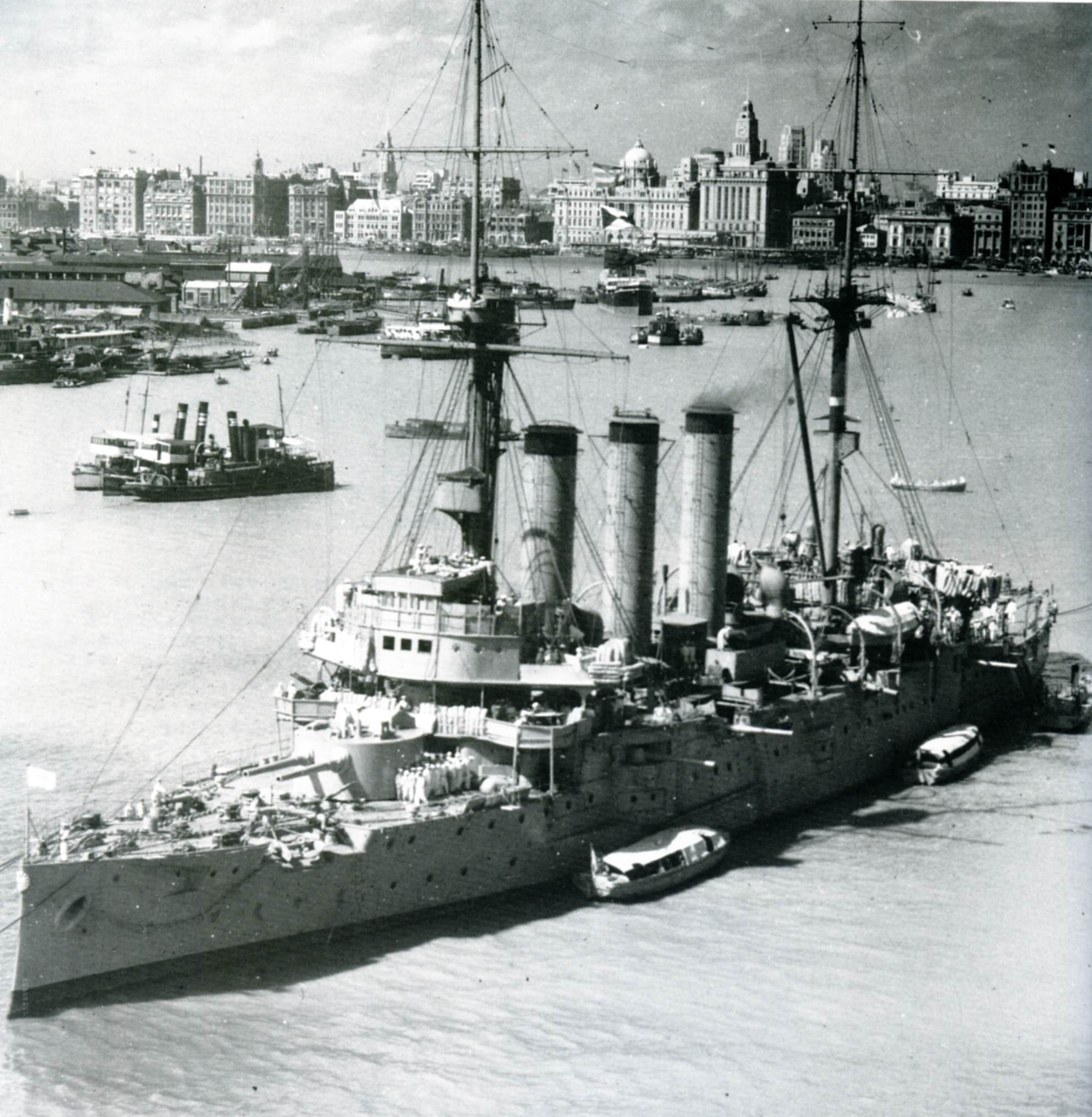
上海に停泊する第三艦隊旗艦「出雲」

翌9月23日には上海共同租界で上陸散歩中の日本海軍第三艦隊旗艦「出雲」乗組員の水兵4名が4、5名の中国人により銃撃され死傷する上海日本人水兵狙撃事件が起きた。第三艦隊は日本人居留民保護のために3個大隊の陸戦隊を租界に緊急派遣した。9月24日、蔣介石は何応欽軍政部長に臨戦態勢を取るよう電令し、呉鉄城上海市長に「積極戒備」を命令した。このような事態を受け、第三艦隊司令長官から中央に漢口邦人巡査射殺事件、成都事件などの度重なる事件に対し強硬な意思を示すだけでは保障を確立することはできないとし、ある程度の決意を固める必要があるとした提言がなされた。10月5日、蔣介石行政院長と川越茂大使との会談が行われたが日中間の懸案は解決されなかったものの蔣介石から日中友好の力説がなされた。11月11日には日比野洋行襲撃事件が引き起こされた。12月12日に西安事件によって監禁された蔣介石は中国共産党への攻撃を止め対日政策を変更した。1937年になると華北では盧溝橋事件、郎坊事件、広安門事件、通州事件などで日本軍や日本人居留民への襲撃が続発した。上海では大山中尉殺害事件に続く、第二次上海事変が始まり、ついに日中全面戦争に発展した。